# فؤاد كنعان
فؤاد كنعان (1920 - 2001)، هو قاص وروائي ومترجم من لبنان. يعدّ من الرواد اللبنانيين في كتابة القصة، إذ صدر كتابه الأول «قرف» في العام 1947. كما رأس تحرير مجلة الحكمة لنحو 8 سنوات. حائز جائزة «مجمع الحكمة العلمي» لسنة 1995 و«جائزة لبنان للإبداع» من مؤسسة مخزومي لسنة 1999. أقيم في يوم رحيله، مأتم حاشد، إذ ودّعت مدرسة الحكمة ابنها الأديب فؤاد كنعان في كنيسة مار يوسف – الحكمة، واحتفل بالصلاة لراحة نفسه المطران خليل أبي نادر ورئيس مدرسة الحكمة ريشارد ابي صالح ولفيف من الكهنة، في حضور حشد من أقارب الفقيد وأصدقائه وشخصيات سياسية وفكرية وثقافية تقدمهم الرئيس حسين الحسيني والنائب عاطف مجدلاني ونقيب المحررين آنذاك ملحم كرم.

## بدايات
ولد فؤاد كنعان في رشميا (جبل لبنان) في 4 نيسان (أبريل) 1920. تلقى دروسه الابتدائية في مدرسة مار يوحنا للرهبان، في مسقط رأسه، وتابعها في مدرسة الحكمة بيروت، التي انتقل إليها في العام 1931، فأمضى فيها نحو عشر سنوات دارسًا حينًا ومدرسًا حينًا آخر.
في العام 1939 التحق بمعهد الحقوق الفرنسي، مزاولا في الوقت نفسه، تعليم العربية في «الحكمة»، وتعاطي الشأن الأدبي. وفي العام 1942 انضوى إلى سلك الوظيفة العامة، وأحيل على التقاعد سنة 1984.

## نشاطه الثقافي والصحافي
كتب فؤاد كنعان القصة ولم يبلغ من العمر 15 سنة، إذ نشرت له جريدة الرابطة (محررها سليم أبو جمرة)، له قصة تحت عنوان: الشهيدان. وتواصل نشر القصص، فنشرت له مجلة المكشوف (صاحبها فؤاد حبيش) في العام 1937 قصة أخرى، ثم تلتها قصص. نالت قصص كنعان اعجاب الآديب اللبناني مارون عبود، فشجعه، وكتب مقدمة مجموعته الأولى «قرف» الصادرة في العام 1947.
لم يلبث أن عمل في الصحافة الأدبية، ففي مستهلّ خمسينات القرن العشرين، أصدرت مدرسة الحكمة التي درّس فيها مجلة أدبية أسندت إليه رئاستها بمبادرة من رئيس المدرسة يومذاك الخوري خليل أبي نادر، فتولى رئاسة التحرير فيها من سنة 1951 إلى 1958. ثم عمل في الترجمة، وزاول الصحافة السياسية، وكانت له زاوية خاصة في “لسان الحال” بعنوان: على “رأس اللسان” وبتوقيع “لسان”، وزاوية أخرى في جريدة الاتحاد اللبناني بعنوان: «حبر على ورق».

## أبرز أعماله
كتبت عدة درسات وأبحاث عن مؤلفات كنعان، ومن مؤلفاته وترجماته:
- قرف - دار المكشوف (ط1: 1947/ ط2: 1987).[10]
- أولاً وآخرًا وبين بين - ار الفكر الجديد (ط1: 1974 / ط2: 1987)[11]
- على أنهار بابل - دار لحد خاطر (1987)[12]
- كأن لم يكن دار الجديد (1992)[13]
- مديرية كان وأخواتها - دار النضال (1999).[14]

كذلك عمل في الترجمة، ومن ترجماته:
- اوجيني غرانده - لبلزاك - المنشورات العربية (1960)[15]
- لبنان في شخصيته وحضوره - لميشال شيحا - منشورات الندوة اللبنانية - دار النهار (1962).[16]